# Hunteria ghanensis
Hunteria ghanensis és una espècie arbre de petita a mitjana alçada, que pertany a la família de les Apocynaceae. És endèmica de Ghana on creix cap a l'interior dels boscos secs del mosaic de selva i sabana de Guinea. Està amenaçada per la pèrdua d'hàbitat.